# 巴孔寺
巴孔寺（ប្រាសាទ បាគង 高棉語拼音：praasaat Baakɔɔng；轉寫：p̥rāsādpāgṅ）是柬埔寨吴哥古迹中位于暹粒市西南15公里的一座供奉湿婆的印度教聖殿（ប្រាសាទ praasaat）。此寺庙乃是881年吴哥国王因陀罗跋摩一世在利訶羅阿賴耶古都建立的国寺。巴孔寺原为废墟，法国远东学院古迹维修专家莫里斯·格莱斯从1936年开始修复，经过七年努力到1943年大致修复原貌。
巴孔寺是一座五层的方形金字坛，底层边长65米，各层的基点原有塔门，最顶层中心矗立一座宝塔。

## 歷史
公元802年，吳哥王朝的第一位國王闍耶跋摩二世令柬埔寨獨立於爪哇的統治，不久之後，他在訶里訶羅洛耶建都，在公元9世紀後期，他的繼承人在吳哥興建巴孔寺作為第一座廟山型祠廟（temple mountain）。
巴孔寺作為國家寺廟的地位僅維持了幾年，但後來12或13世紀的補充證明它並沒有被廢棄。9 世紀末，因陀羅跋摩的兒子和繼任者耶索跋摩一世將首都從哈里哈拉亞遷至暹粒以北的現在稱為吳哥的地區，在那裡他在一座名為巴肯寺的新寺廟，並在周圍建立了新的城市。

## 遺跡
巴孔寺遺跡長900公尺X700公尺，由三個由兩條護城河隔開的同心圍牆組成，主軸由東向西延伸。外圍既沒有牆也沒有瞿布羅，它的邊界是外護城河，今天只能部分可見。當前從NH6 出發的通路位於第二個圍牆的邊緣。內護城河劃定了400公尺X300公尺的區域，有紅土牆遺跡和四個十字形的瞿布羅，並有一條寬闊的土堤穿過，兩側是七頭龍，如龍橋的吃水。
兩條護城河之間有22座磚砌廟宇的遺跡。最裡面的圍牆以紅土牆為界，長 160公尺X120公尺，包含中央寺廟金字塔和八座磚砌寺廟塔樓，每側兩座。許多其他較小的建築物也位於圍牆內。就在東部的gopura外面有一座現代佛教寺廟。
寶塔本身有五層，其底部為65 x 67公尺。1930年代末，莫里斯·格萊茲根據吻合的方法對其進行了重建。寶塔頂部有一座起源較晚的單塔，其建築風格不是9世紀開齋風格的基礎，而是仿照12世紀寺廟城市吳哥窟的建築風格。
雖然金字塔曾經一定被灰泥中的淺浮雕雕刻所覆蓋，但今天只剩下碎片。一個戲劇性的場景片段，涉及似乎是戰鬥中的阿修羅，給人一種雕刻質量可能很高的感覺。巨大的大像石像被放置在金字塔下三層的拐角處作為守護者。獅子雕像守衛著樓梯。

## 圖片

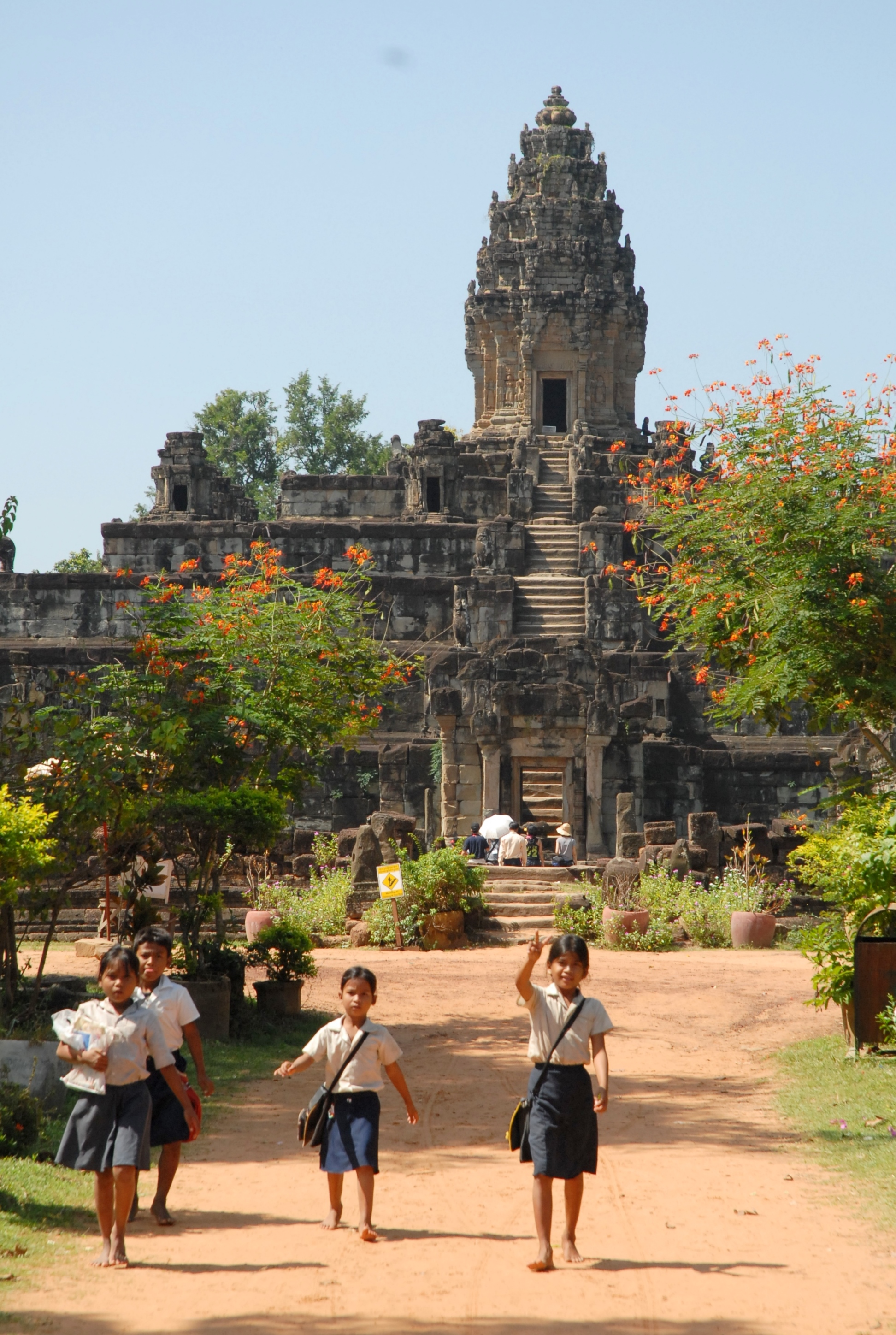
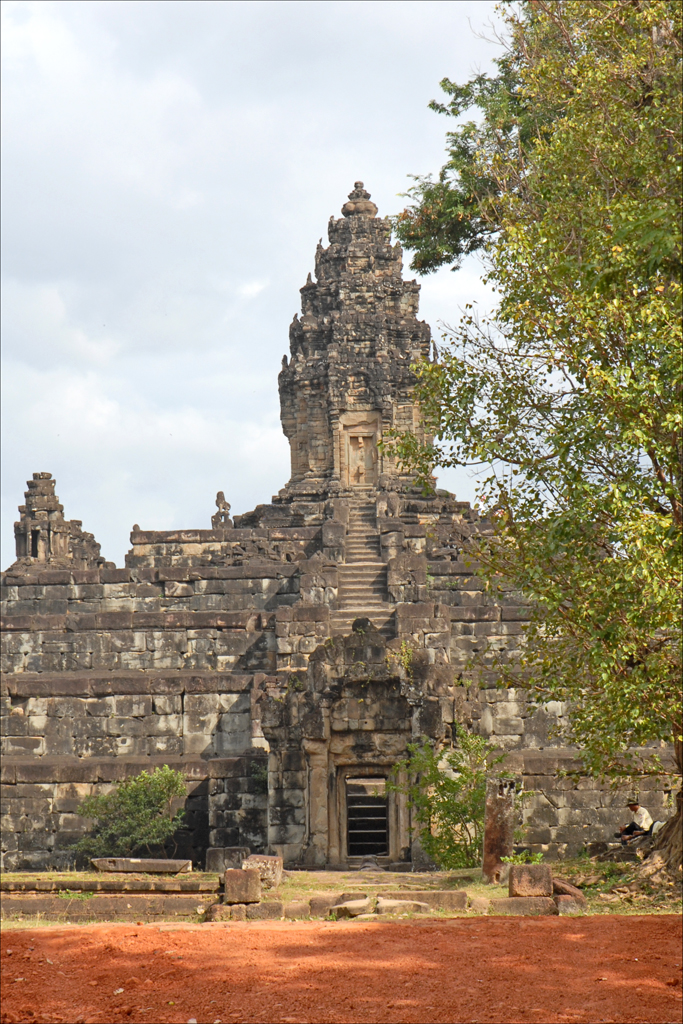
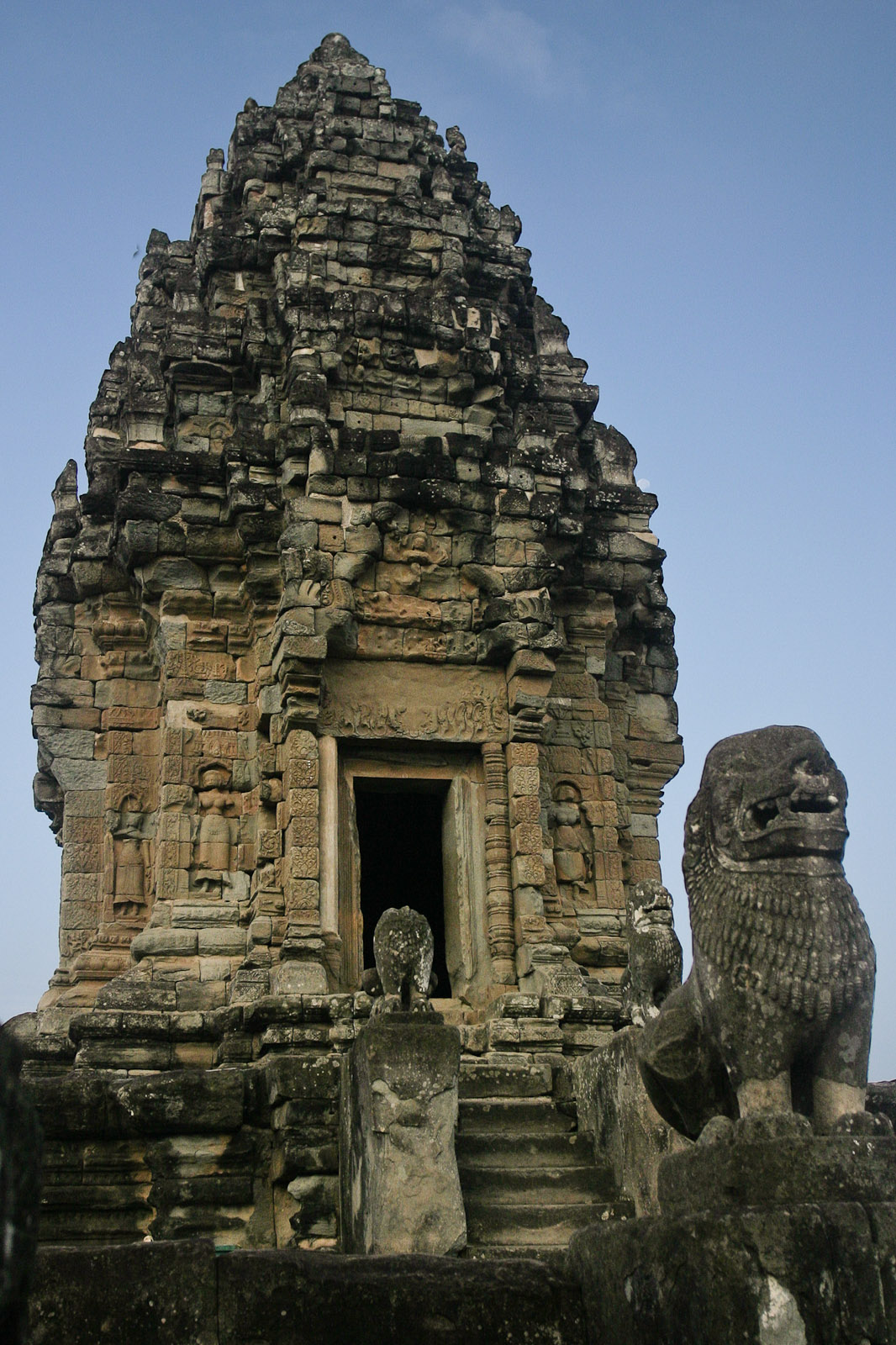
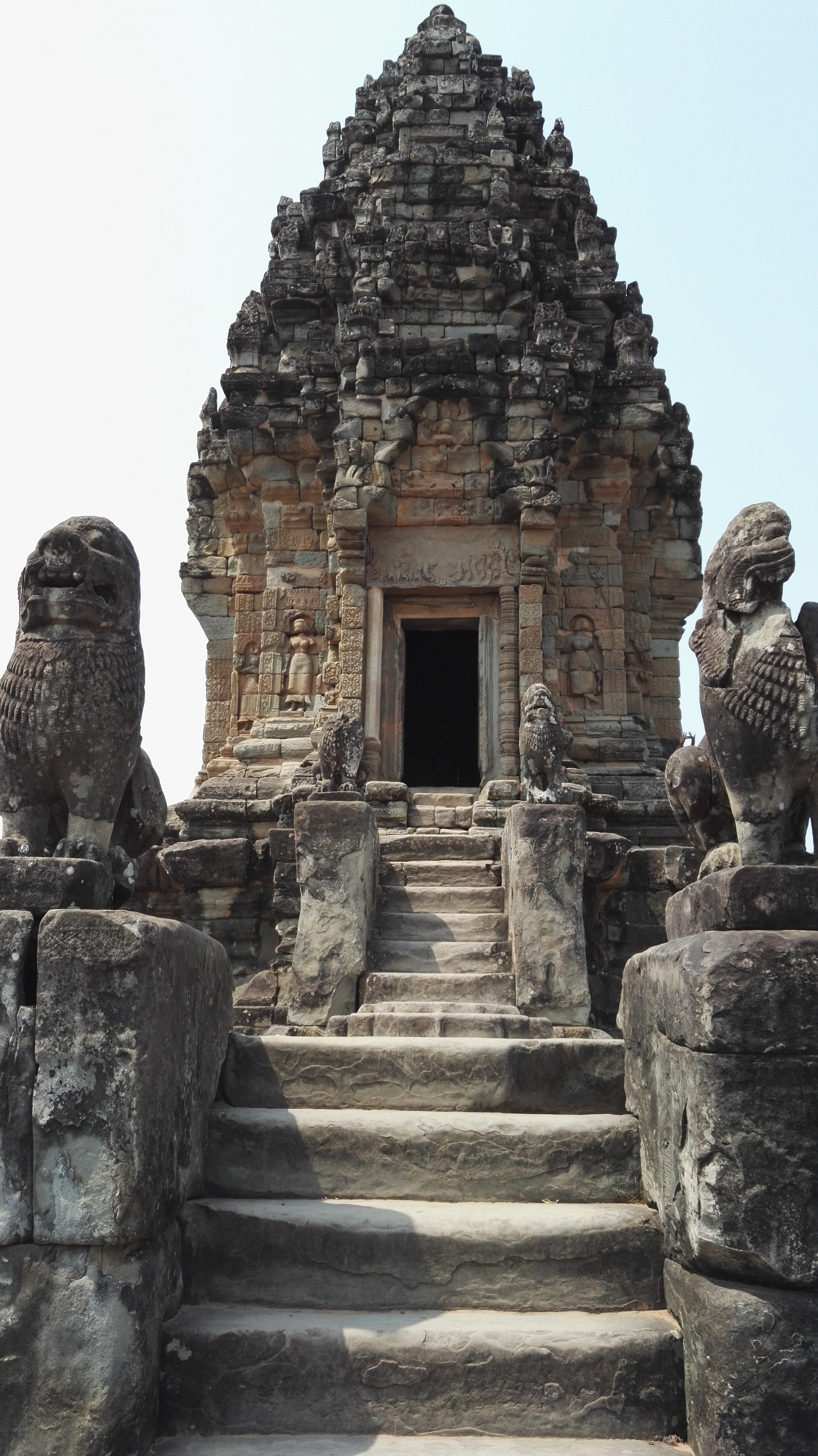
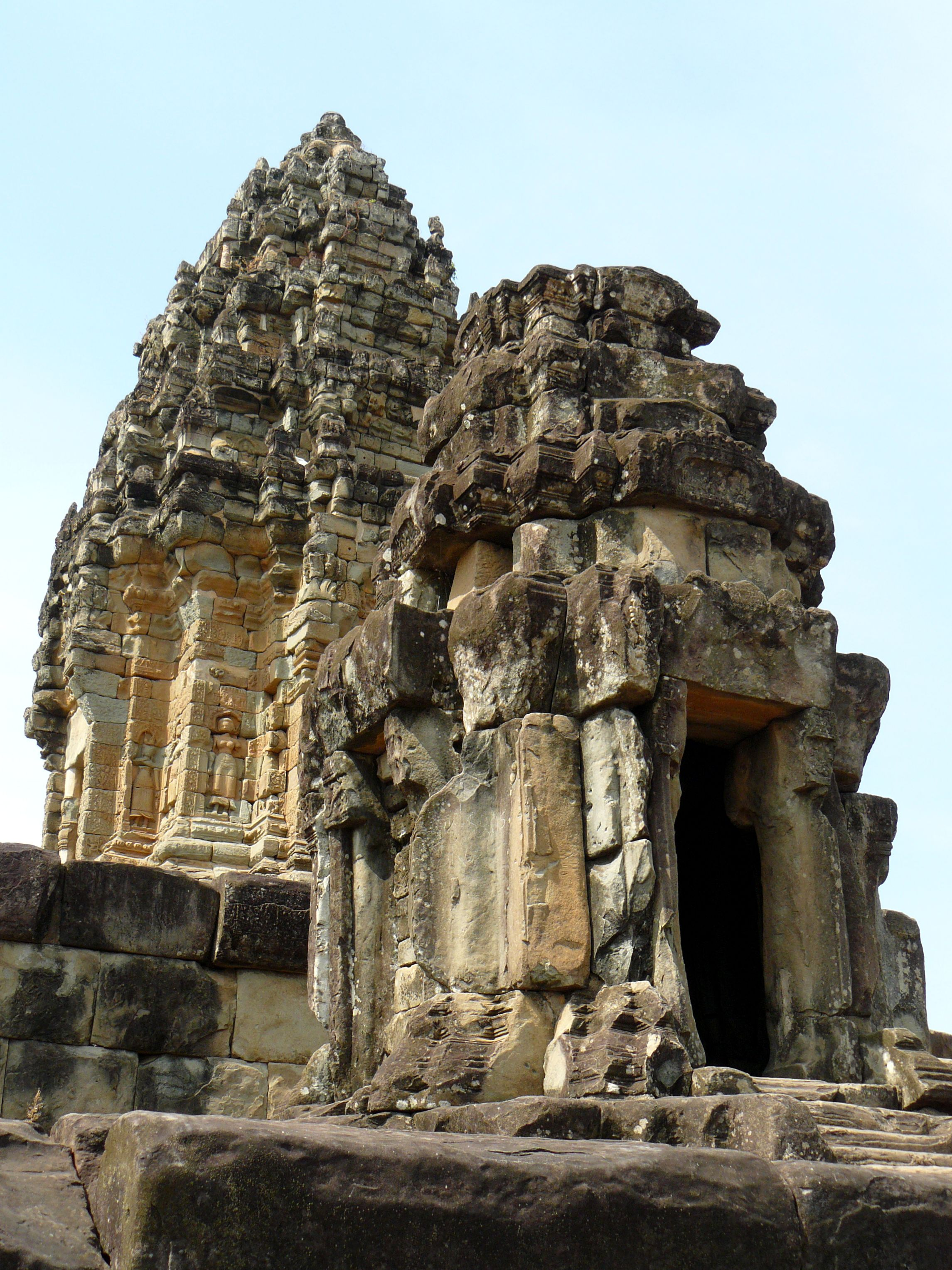
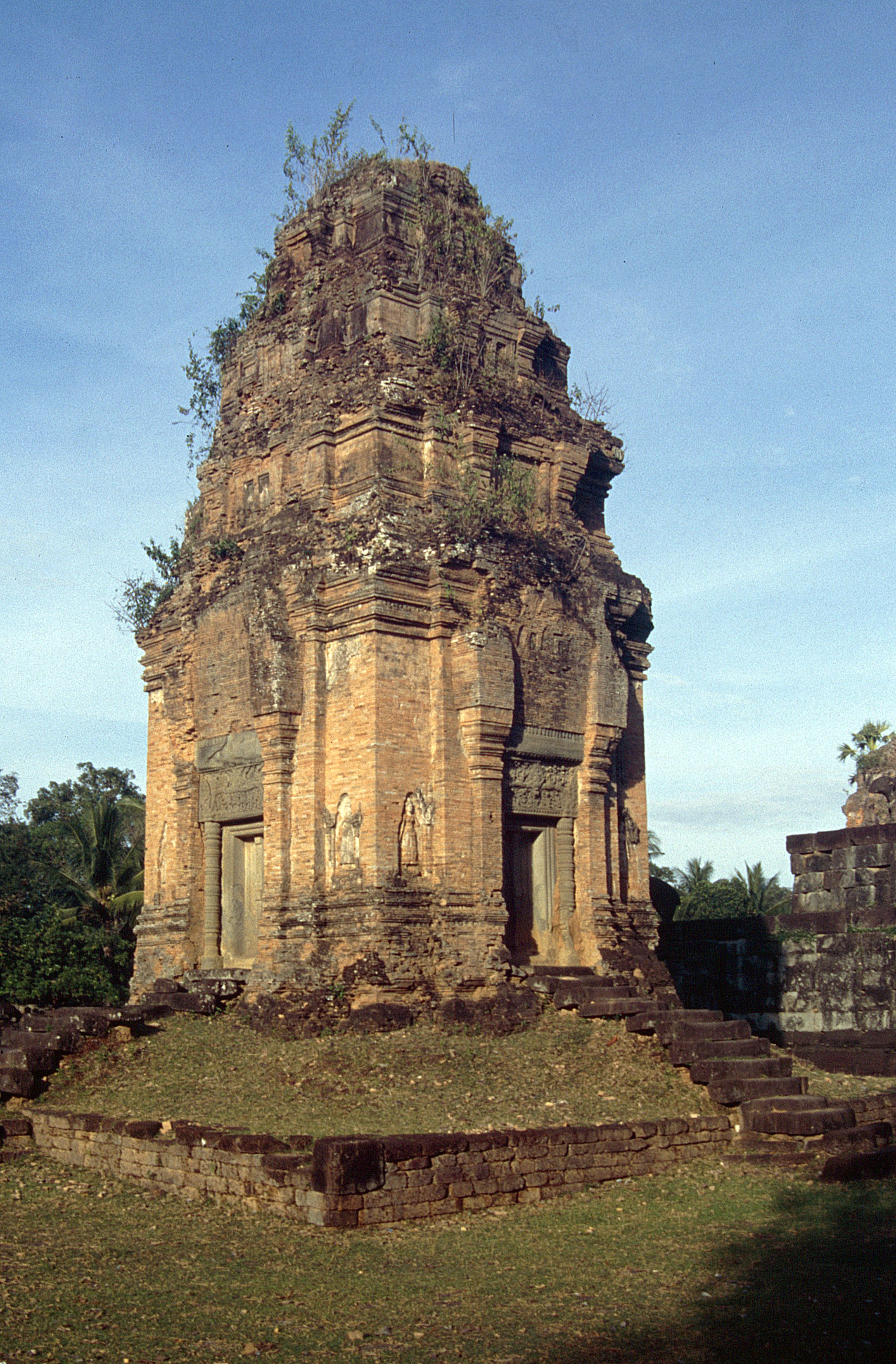
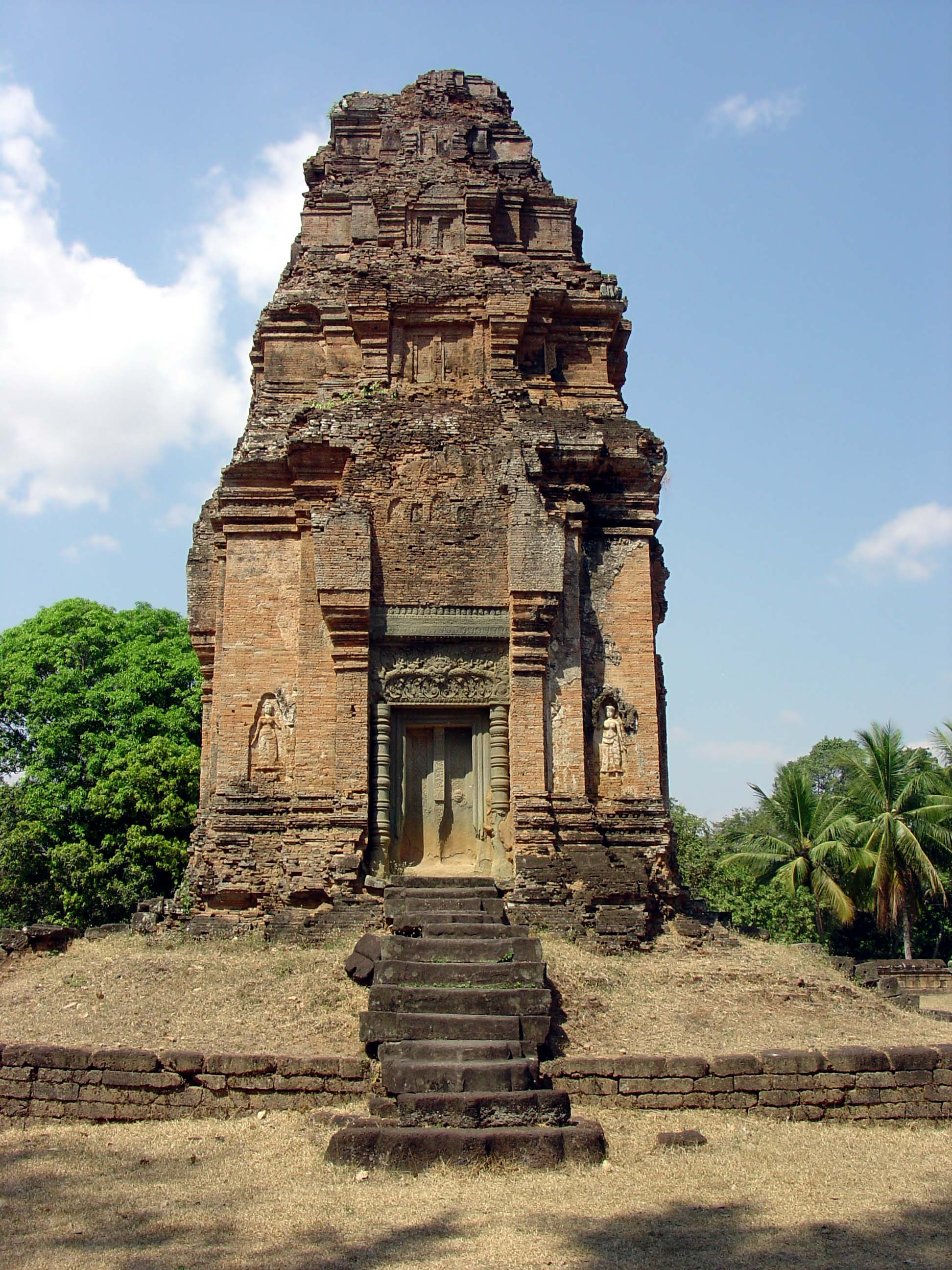
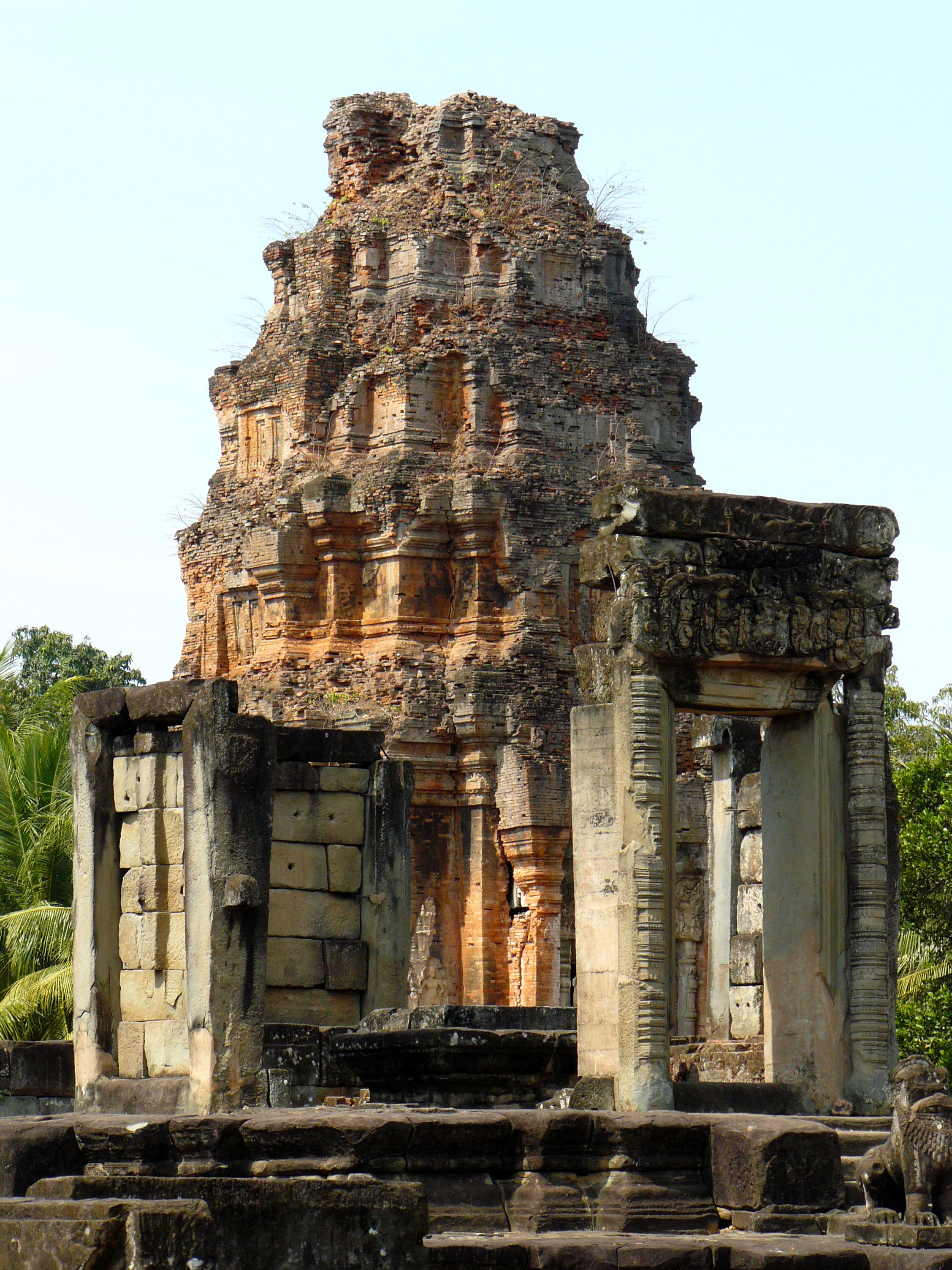
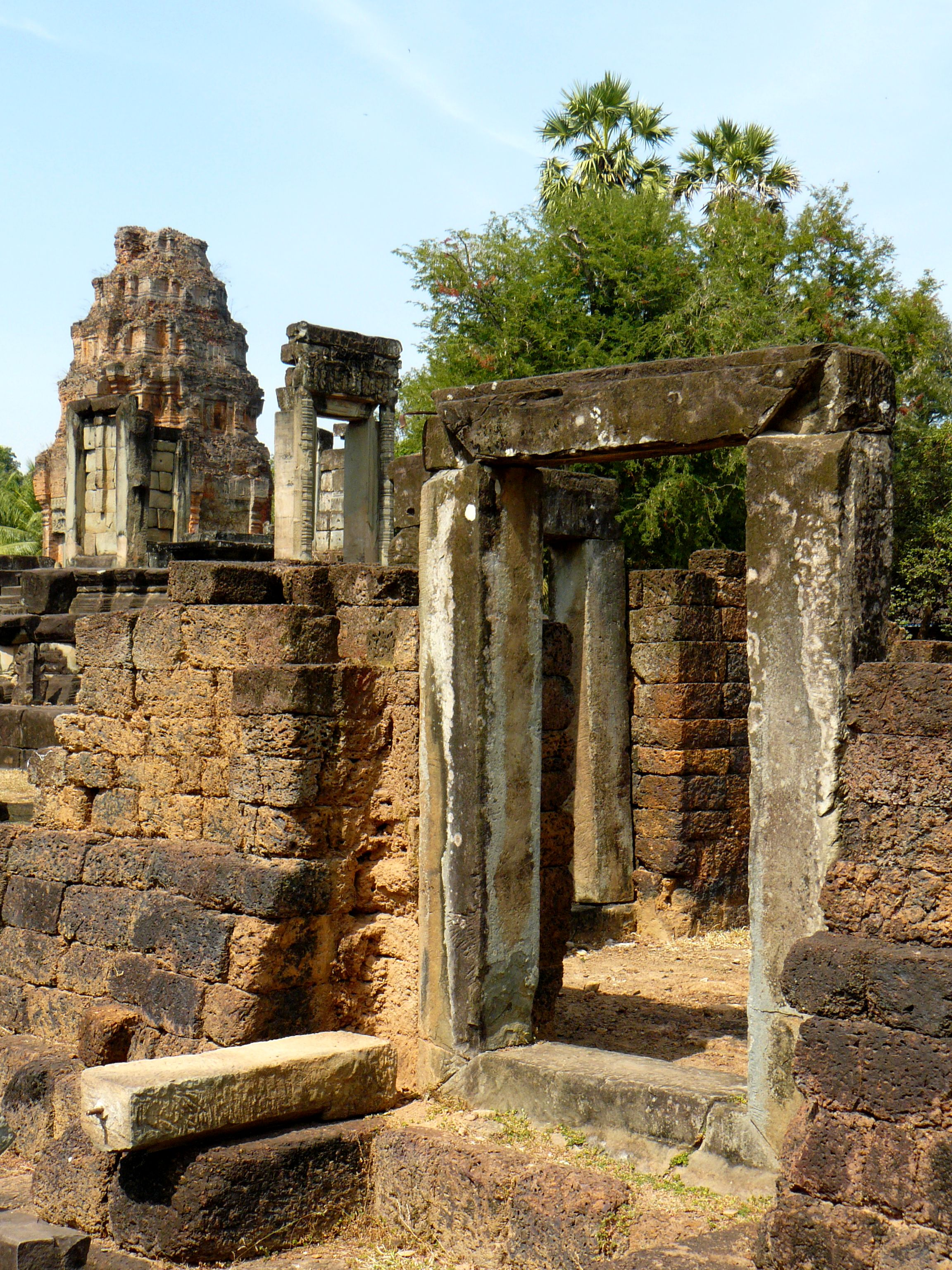
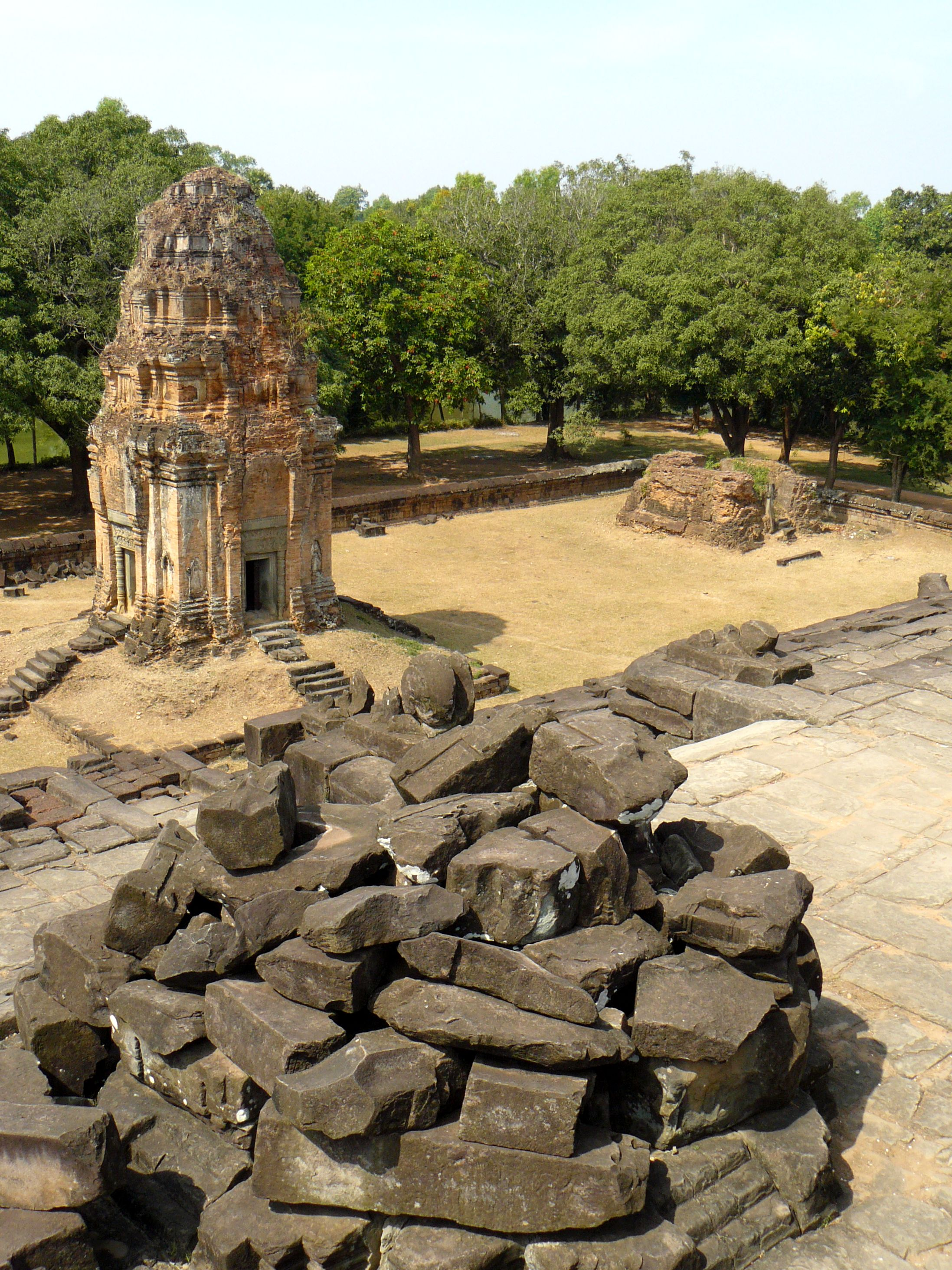